# 韶山6型电力机车
韶山6型电力机车（SS6）是中国铁路使用的电力机车车型之一，是中华人民共和国铁道部为满足陇海铁路电气化需要，继引进6K型电力机车之后，于1989年利用日元贷款、通过国际招标采购的第二批4800千瓦六轴电力机车。韶山6型电力机车由株洲电力机车厂、株洲电力机车研究所联合研制，是在继承韶山3型电力机车的传统设计和制造经验基础上，结合进口8K型电力机车的部分先进技术而成的客货通用电力机车。

## 发展历史

### 背景
从1980年开始，中华人民共和国铁道部开始利用日本政府对华提供的日元贷款，大规模投资铁路建设、设备改造，以扩大铁路运输能力。1984年10月26日，中日两国政府在东京签订第二批日元贷款第一年度（1984年）贷款协议，贷款金额为1578亿日元，其中的铁路项目包括陇海铁路郑州至宝鸡段的复线电气化工程，是中国第七个五年计划期间重点铁路技术改造项目之一。根据中贷款协议要求，贷款项目的设备采购要根据日本海外经济协力基金（OECF）贷款项下的采购指南及贷款协议有关规定进行，在绝大多数情况下要求采用国际竞争性招标方式。为此，中国铁道部于1986年为采购用于陇海铁路郑宝段电气化铁路的首批电力机车展开了国际招标，并由日本川崎重工业、三菱电机、住友金屬工業组成的临时联合财团中标，向中国提供85台6K型电力机车。
继6K型机车之后，中国铁道部于1989年3月再次委托中国技术进出口总公司，就采购陇海铁路郑宝段电气化铁路的第二批电力机车展开国际招标，向多家世界著名的机车制造公司发出招标书，要求采购50台4800千瓦的六轴交流电力机车。株洲电力机车厂也参加投标并于1989年10月中标，夺得了电力机车供应合同，这是中国机车制造商第一次参加电力机车国际投标，新型机车被定名为韶山6型。

### 研制
韶山6型电力机车由株洲电力机车厂及株洲电力机车研究所共同研制，以韶山3型电力机车为基础，并大量消化吸收法国进口8K型电力机车的先进技术。韶山6型电力机车的总体结构和设备布置，例如双边走廊、大面积车体通风百叶窗、转向架和悬挂系统等方面，均基本继承了韶山3型电力机车的传统设计；而二段相控桥整流桥电路、特性控制方式、牵引电机滚动轴承抱轴悬挂、功率因数补偿装置、防空转防滑行装置等均借鉴自8K型电力机车；并采用与日本日立公司联合设计的牵引电动机。
韶山6型电力机车的设计方案于1990年4月通过技术设计审查，1991年开始试制。首台机车于1991年4月落成，同年5月完成试运行，同年年底前53台韶山6型电力机车全部交付使用。1994年，株洲电力机车厂根据中国铁道部对电力机车简统化、系列化的要求，对韶山6型电力机车进行重大改进，研制了韶山6B型电力机车。

### 运用
1991年，53台韶山6型电力机车配属郑州铁路局洛阳机务段（郑局洛段）和三门峡西机务段（郑局峡段），与6K型电力机车共同投入陇海铁路运用，分别担当郑州（郑州北）至三门峡（三门峡西）、三门峡（三门峡西）至西安（新丰镇）的客货列车牵引。2004年6月，中国铁路实施生产力布局调整，三门峡西机务段合併入洛阳机务段后，韶山6型电力机车均全部配属洛阳机务段；同时三门峡西检修车间也被撤销並併入洛阳检修车间，韶山6型机车的定修改在洛阳进行。
2009年5月，为提高陇海线郑西段的货运能力，郑州铁路局开始实行以洛阳为支点的半循环式机车交路，直接贯通郑州北至浐灞（新丰镇）间货运机车交路，由郑州机务段韶山3B型电力机车担当，洛阳机务段支配；同时所有韶山6型电力机车从洛阳机务段调出，转配属郑州机务段和新乡机务段，分别担当陇海铁路郑州北至徐州北区段货物列车、新月铁路和太焦铁路部分旅客列车的牵引任务。2009年12月底，焦柳铁路洛阳至张家界区段电气化改造工程全线完工，洛阳机务段又陆续从郑州机务段重新调入40多台韶山6型电力机车，配属洛阳机务段洛襄运用车间，从2010年3月起使用韶山6型、6K型电力机车担当牵引洛阳北（关林）至襄樊北间的货物列车，而陇海铁路郑州北至徐州北区段货物列车改由HXD3型电力机车担当。2014年4月，所有韶山6型电力机车全部退役。。

## 技术特点

### 总体布置
韶山6型电力机车是六轴干线客货运通用电力机车，沿用中国“韶山”系列国产电力机车传统布局特点，总体布置与韶山3型电力机车相似。机车采用双边内走廊，设两端司机室；主要电器设备以机车最重设备主变压器为中央，其他设备分平面斜对称布置为主，有利于重量平衡；车顶两端各装一台单臂式受电弓；车顶中部装一台主断路器。车体采用框架式整休承载结构；通风系统采用车体通风方式，侧墙竖式百叶窗是车内设备通风冷却的进风窗口，经过通风支路向牵引电动机、整流装置、变压器、制动电阻等设备冷却。机车最大速度100公里/小时，轴式Co-Co，持续功率为4800千瓦。

### 机车主电路
韶山6型电力机车是交—直流电传动的单相工频交流电力机车。机车主电路主要是由受电弓、主断路器、高压电流互感器、主变压器、硅整流装置、牵引电机、高压电器柜、平波电抗器、制动电阻柜及电路保护装置等组成，是产生机车牵引力和制动力的主体电路。接触网导线上的25千伏单相工频交流电电流，经受电弓进入机车后经过主断路器再进入主变压器，交流电从主变压器的牵引绕组经过晶闸管整流后，向六台分两组并联的牵引电动机集中供应直流电，使牵引电动机产生转矩，将电能转变为机械能，经过齿轮的传递驱动轮对。
韶山6型电力机车主电路借鉴了8K型电力机车的晶闸管二段桥相控调压方式，采用二套独立的两段半控桥整流调压电路，分别向二台转向架上的牵引电机供电，实现转向架独立供电，并具有电路简单、控制方便的优点，解决了韶山3型电力机车级间相控调压故障率高、调压开关与电子控制系统不协调的缺点。在引进8K型电力机车的同时，株洲电力机车研究所也从美国西屋电气公司引进大功率半导体制造技术，被应用于韶山6型电力机车的晶闸管元件。此外，由于当时的技术水平对并联电机采用无级磁场削弱有较大难度，且成本较有级磁场削弱高得多，因此韶山6型机车仍然采用三级磁场削弱方式，提高机车可靠性。相比调压开关调压电力机车，晶闸管二段桥相控电力机车的功率因数相对较低，因此韶山6型机车参照8K型机车增设了四组功率因数补偿装置，通过在主电路中投入或切除电容器来提高机车的功率因数，机车在50～100%功率范围内功率因数均可大于0.9，以提高电气化铁路的总效率、减少对无线通信的干扰。

### 转向架
机车走行部为两台完全相同的三轴转向架，结构与韶山3型电力机车基本相同，一系悬挂采用轴箱螺旋钢弹簧与弹性定位拉杆悬挂结构，二系悬挂采用橡胶堆全旁承承载；牵引力和制动力通过牵引中心销传递。基础制动采用单元制动器，装用DK-1型电空制动机。
每台转向架装用三台HS14263-01R（ZD112）型脉流牵引电动机，由株洲电力机车厂与日本日立製作所山手工場联合设计、山手工場制造，采用带有补偿绕组、四极串励、高电压、半叠片铸钢机座结构。该型电机结构上与韶山3型机车采用的ZQ800-1型牵引电机相似，但制造工艺有较大差异，其电枢、定子均采用C级绝缘和一体化真空浸漆处理。牵引电机持续功率800千瓦，额定电压为1570伏。韶山6型机车借鉴了8K型机车的牵引电机滚动轴承抱轴式悬挂，并应用了单侧直齿弹性齿轮传动。

### 控制系统
韶山6型电力机车仿照8K型机车所采用的恒流限速牵引特性控制方式，在机车起动时按恒流方式起动，待进入特性曲线的斜线段后按调速手轮所指定的速度范围内运行；在满电压满磁场的自然特
性曲线范围内采用类似半梯形、10级的特性控制，满电压后再进行有级磁场削弱。机车电子控制系统并设有防空转防滑行控制、轴重转移电器补偿等功能。

## 车辆保存

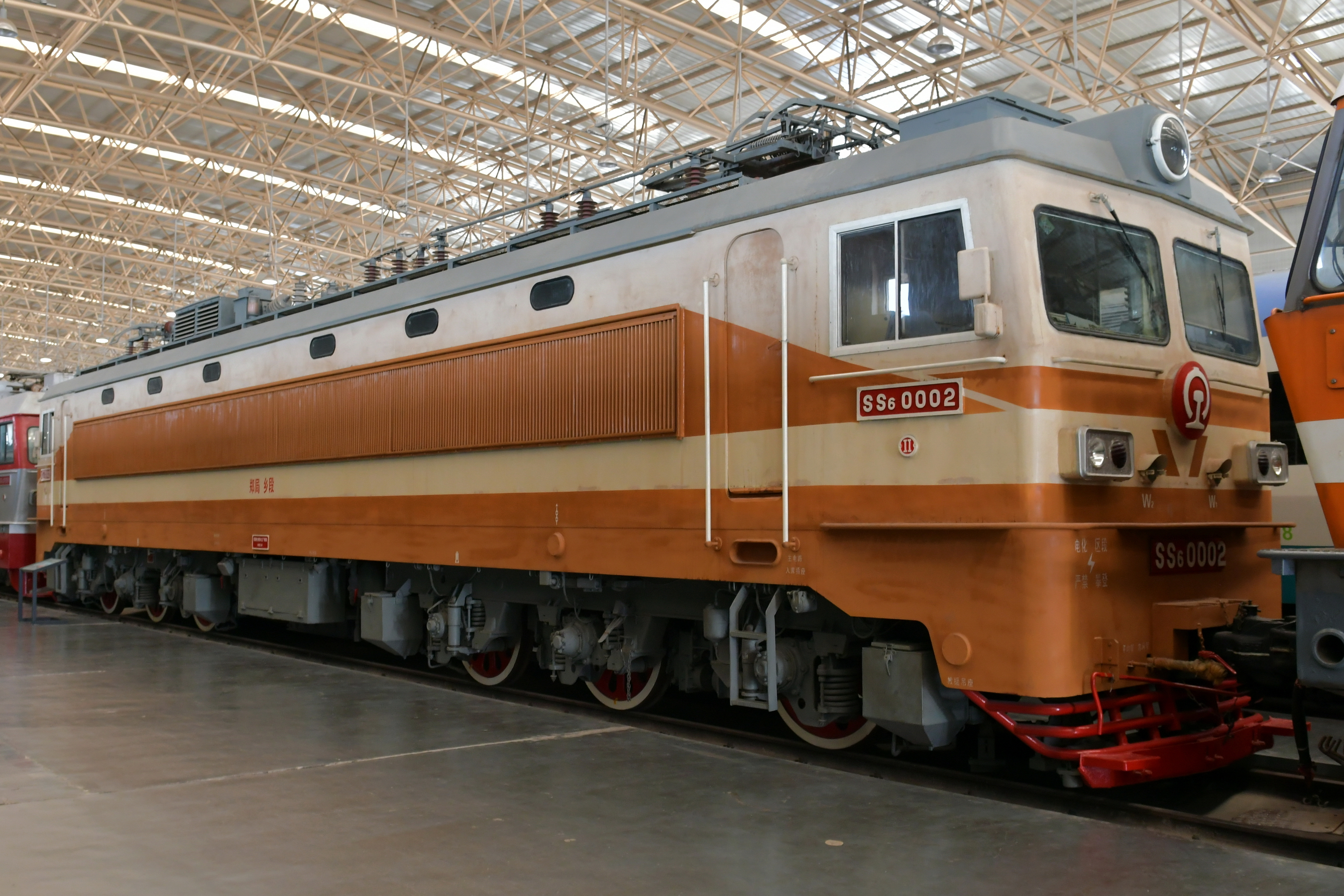
韶山6型0002号机车，保存在中国铁道博物馆。

- 韶山6型0001号机车，2013年退役后，交由郑州铁路司机学校，作为教学用车。
- 韶山6型0002号机车，2014年退役后，交付中国铁道博物馆永久收藏。

## 参看
- 8K型电力机车
- 6K型电力机车
- 韶山3型电力机车
- 韶山5型电力机车
- 韶山6B型电力机车